# Lijst van wereldkampioenen gravelrace elite vrouwen
De gravelrace voor vrouwen bij de elite staat sedert 2022 op het programma van de wereldkampioenschappen gravel.

## Geschiedenis
Het eerste WK gravel was een tocht van 139,2 kilometer van Vicenza naar Cittadella in Italië, die werd gehouden op zaterdag 8 oktober 2022. De Francaise Pauline Ferrand-Prévot veroverde de eerste regenboogtrui.

## Erelijst
| Jaar | Plaats         | Goud                   | Zilver         | Brons          |
| 2022 | Veneto         | Pauline Ferrand-Prévot | Sina Frei      | Chiara Teocchi |
| 2023 | Veneto         | Katarzyna Niewiadoma   | Silvia Persico | Demi Vollering |
| 2024 | Vlaams-Brabant | Marianne Vos           | Lotte Kopecky  | Lorena Wiebes  |

## Medaillespiegel
| Plaats | Land        | Goud | Zilver | Brons | Totaal |
| 1      | Nederland   | 1    | 0      | 2     | 3      |
| 2      | Frankrijk   | 1    | 0      | 0     | 1      |
| 2      | Polen       | 1    | 0      | 0     | 1      |
| 4      | Italië      | 0    | 1      | 1     | 2      |
| 5      | Zwitserland | 0    | 1      | 0     | 1      |
| 5      | België      | 0    | 1      | 0     | 1      |
| Totaal | Totaal      | 3    | 3      | 3     | 9      |